# HESA Shahed 136
El HESA Shahed 136 (en persa: شاهد ۱۳۶‎, lit. 'Shahada-136'), o Geran-2 en el caso de los aparatos en servicio con Rusia, es un vehículo aéreo de combate no tripulado iraní de tipo kamikaze —también conocido como munición merodeadora— en forma de un dron autónomo de empuje. Está diseñado y fabricado por la firma Shahed Aviation Industries Research Center.
El dron está diseñado para atacar objetivos terrestres desde la distancia, disparada en oleadas desde una plataforma de lanzamiento (en lotes de cinco en adelante) para abrumar las defensas aéreas enemigas consumiendo sus recursos durante el ataque. Las primeras imágenes públicas de este dron se publicaron en diciembre de 2021, aunque se estima que entraron en servicio en 2022.

## Características

### Descripción

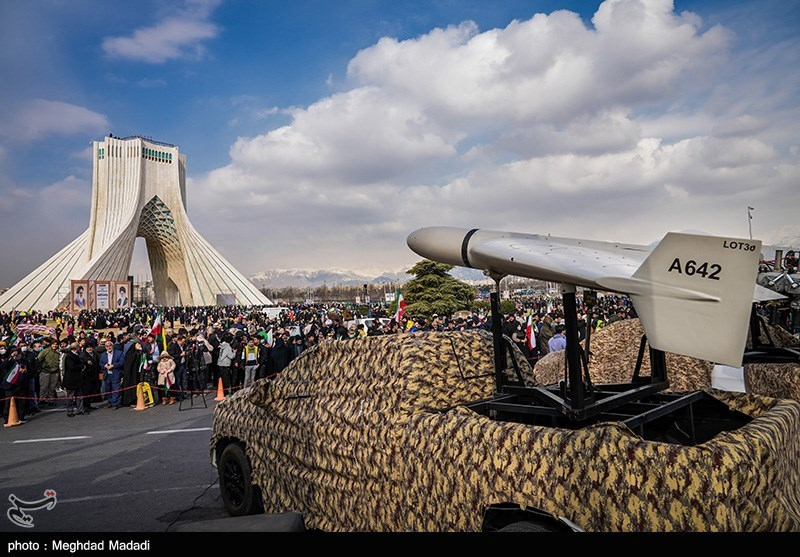
Un dron Shahed-136 en un lanzador en una camioneta (probablemente Toyota Tundra) exhibida durante la ceremonia del 44.º aniversario de la revolución islámica en Teherán, el 11 de febrero de 2023.

La aeronave tiene forma de ala delta recortada, con un fuselaje central que se funde con las alas y timones estabilizadores en las puntas. La sección de la nariz contiene una ojiva que se estima pesa entre 30 y 50 kilogramos.
El motor se encuentra en la parte trasera del fuselaje e impulsa una hélice de dos palas en una disposición de «empujador». El dron mide 3,5 metros de largo con una envergadura de 2,5 metros, vuela a más de 185 kilómetros por hora y pesa alrededor de 200 kilogramos. la ojiva contendría hasta 40 kg de explosivo. La hélice es impulsada por un motor térmico iraní Mado MD 550, posiblemente derivado del motor de aviación alemán L550e diseñado por Limbach Flugmotoren. Este motor de 50 hp es de cuatro cilindros, de dos tiempos, refrigerado por aire, lo que le da una velocidad máxima de 185 km/h, esta escasa velocidad y los ruidosos que son, hace que sea difícil que sorprendan a sus objetivos. El alcance se ha estimado entre 1800 y 2500 kilómetros utilizable en un modo de munición de ataque directo preprogramado (algo así como un misil de crucero de largo alcance), y también una munición merodeadora de larga duración, modo limitado por un rango de señal de radio de aproximadamente 150 kilómetros en la recepción de nuevas instrucciones de ubicación de objetivos GNSS.
Los Shahed-136 carecen de óptica externa y, por lo tanto, no pueden ser dirigidos a distancia, en su lugar utilizan navegación global (GNSS) o posicionamiento global (GPS) por satélite. El problema es que las señales de navegación por satélite pueden ser interferidas, para resolver este problema los Shahed cuentan con un sistemas de guía inercial de reserva para mantener el rumbo lo que les permite atacar objetivos situados en una coordenadas geográficas específicas, al menos hasta que puedan volver a captar la señal del satélite. También pueden equiparse con un buscador de imágenes infrarrojas (IIR) o antirradar para la identificación de objetivos y la supresión de las defensas aéreas. Esto significa que solo son efectivos contra objetivos estacionarios preseleccionados (a diferencia de los drones «kamikazes», que pueden seleccionar sus propios objetivos estáticos o en movimiento), aunque no está claro si alguno de los drones rusos están equipados con este sistema.
Aunque carecen de transmisor, los Shahed-136 pueden recibir órdenes y puntos de ruta actualizados, para así recibir instrucciones actualizadas y atacar un objetivo recién localizado. Para ello se pueden utilizar con drones de reconocimiento o de combate UCAV que sí tienen sensores. Los drones de reconocimiento pueden localizar objetivos para los Shahed-136 y así permitirles alcanzar blancos en movimiento.
El Shahed 136 se utiliza en tres modelos en las fuerzas armadas iraníes: vehículo antipersonal y blindado, anti-fortificación y buscador de radar. La guía de equipo mundial no clasificado del Ejército de los Estados Unidos establece que el diseño del Shahed 136 también admite una opción de reconocimiento aéreo.

### Lanzamiento

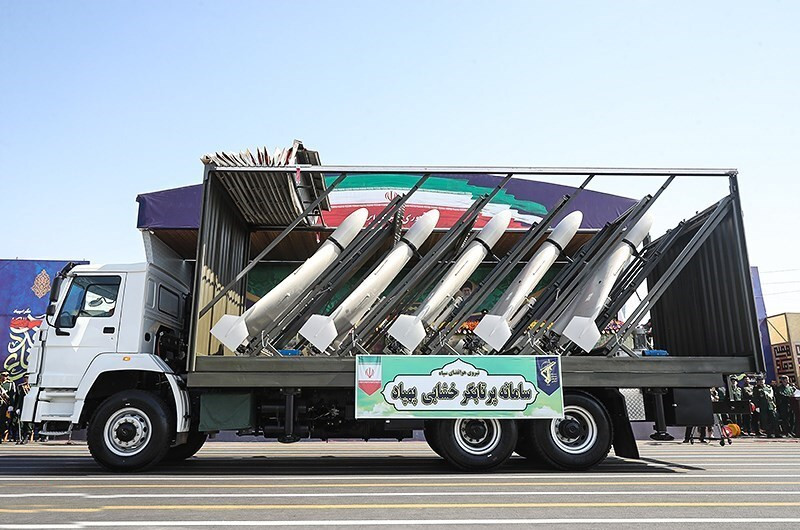
Camión trasportando varios drones Shahed 136 listos para lanzar en «enjambre»

Debido a la facilidad de portabilidad del marco de lanzamiento y el ensamblaje del dron, la unidad completa se puede montar en la parte trasera de cualquier camión militar o comercial. El dron se lanza en un ligero ángulo hacia arriba y en el vuelo inicial es asistido por un sistema de despegue asistido por cohete (RATO). El cohete se desecha inmediatamente después del lanzamiento, luego el motor de pistón de cuatro cilindros Mado MD-550 convencional de fabricación iraní del dron (posiblemente un Limbach L550E alemán de ingeniería inversa, también utilizado en otros drones iraníes como el Ababil-3) toma el relevo. Los Shahed 136 se lanzan en «enjambres» de entre cinco y diez drones con el objetivo de abrumar las defensa antiaéreas enemigas.

### Electrónica
A pesar de no tener marcas exteriores, algunos expertos creen que el dron usa un procesador de ordenador fabricado por la compañía estadounidense Altera, módulos RF de Analog Devices y chips LDO de Microchip Technology.
La inspección de los drones capturados utilizados por Rusia durante la guerra con Ucrania en el año 2022 reveló que la electrónica del Shahed-136 se produce en su mayor parte con componentes estadounidenses y de varios países de la Unión Europea, del tipo COTS (libre acceso comercial), como un procesador TMS320 y una bomba de combustible de fabricación polaca con licencia de la empresa TI Fluid Systems, con sede en el Reino Unido.

### Confusión con el Shahed 131
El dron es visualmente similar al Shahed 131 aunque más pequeño (con un alcance de 965,6 kilómetros y una ojiva de unos 15 kilogramos), y se diferencia principalmente por sus estabilizadores de punta de ala que se extienden hacia arriba y hacia abajo en lugar de solo hacia arriba como ocurre en el Shahed 131. Además este último modelo tiene un sistema de navegación inercial (INS) simple y un GPS con alguna protección de guerra electrónica que el Shahed 136 también puede tener.

## Variantes

### Geran-2

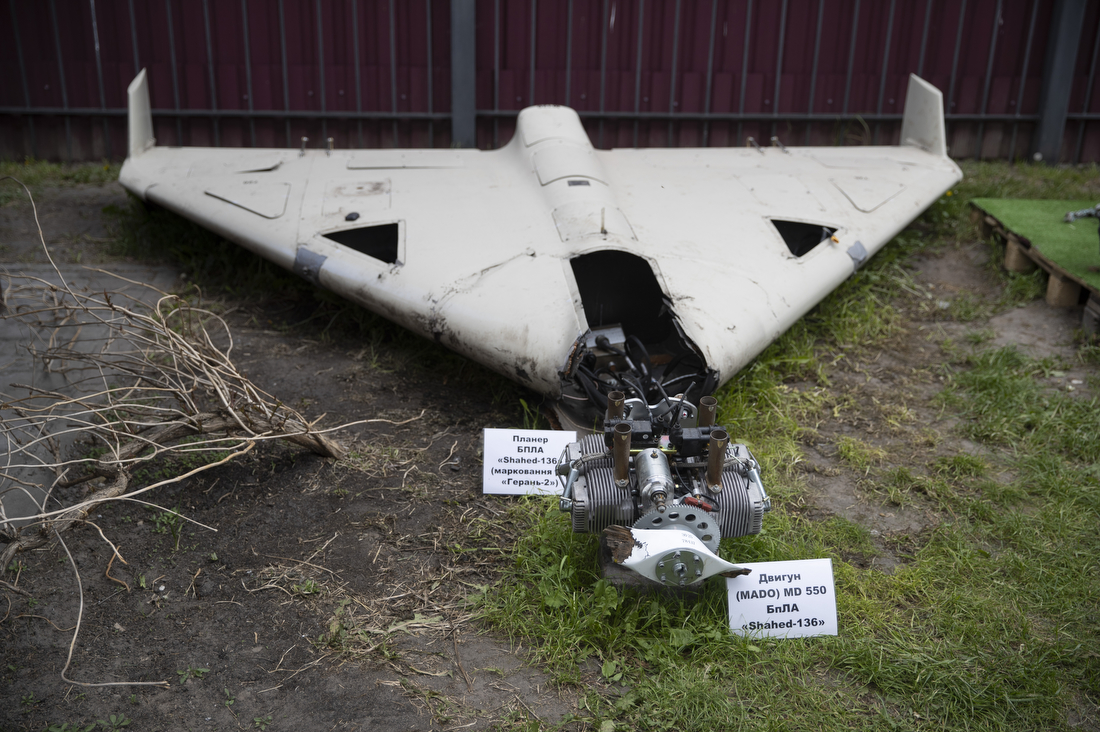
Restos de un dron ruso Geran-2 derribado en Ucrania

Geran-2 es el nombre del dron en servicio en Rusia. The Washington Post informó que un experto en sistemas militares rusos en el Centro de Estrategia, Política, Planes y Programas de la CNA sugirió que el Geran-2 puede usar métodos de dirección adicionales en comparación con el Shahed 136 iraní estándar. Un corresponsal de The Times of Israel señaló que el Sistema Global de Navegación por Satélite (GNSS) fabricado con componentes civiles iraní ha sido reemplazado por una unidad de control de vuelo y microprocesadores fabricados en Rusia, utilizando el sistema ruso GLONASS en lugar del GPS de grado civil de Estados Unidos, aparentemente mejorando su capacidad de munición merodeadora. El Geran-2 tiene etiquetas y colores de pintura que combinan con las municiones rusas en lugar de las iraníes. No se observaron cámaras ni sensores de corto alcance.
El 19 de noviembre de 2022, The Washington Post informó que las agencias de inteligencia de Estados Unidos estaban informando que Rusia e Irán habían llegado a un acuerdo para fabricar en Rusia estos drones Kamikazes, ambos países comenzaron hace unos meses a trasferir diseños y la tecnología necesaria para la fabricación de estos vehículos.
Se han utilizado varios términos coloquiales para estos drones como «ciclomotores» o «cortadoras de césped», debido al fuerte sonido de su motor en vuelo, y «doritos» en referencia a su silueta de alas en delta.

### Shahed 238
En septiembre de 2023, un avance de un documental de la televisión estatal iraní sobre el desarrollo de drones iraníes reveló la existencia de una nueva versión del Shahed-136 propulsada por un motor turborreactor. La propulsión a chorro daría al UAV de ataque unidireccional mayor velocidad y altitud, haciéndolo más difícil de interceptar en comparación con la versión propulsada por hélice. También tiene una cámara montada en el morro de la que carece la versión anterior, que podría mejorar la navegación o permitir la orientación del terminal. Una versión a reacción sería más cara y compleja de fabricar, tendría un alcance reducido y una firma térmica más grande, lo que la haría vulnerable a los misiles guiados por infrarrojos.

### Girasol 200
En agosto de 2023, una empresa de defensa china presentó en el foro Armiya-2023 el dron Girasol 200, que aparentemente es una copia casi exacta del Shahed 136. Las características son las mismas a excepción del peso, que es ligeramente inferior, 175 kg para el dron chino y que la capacidad de combustible es de unos 160 litros.

## Efectividad

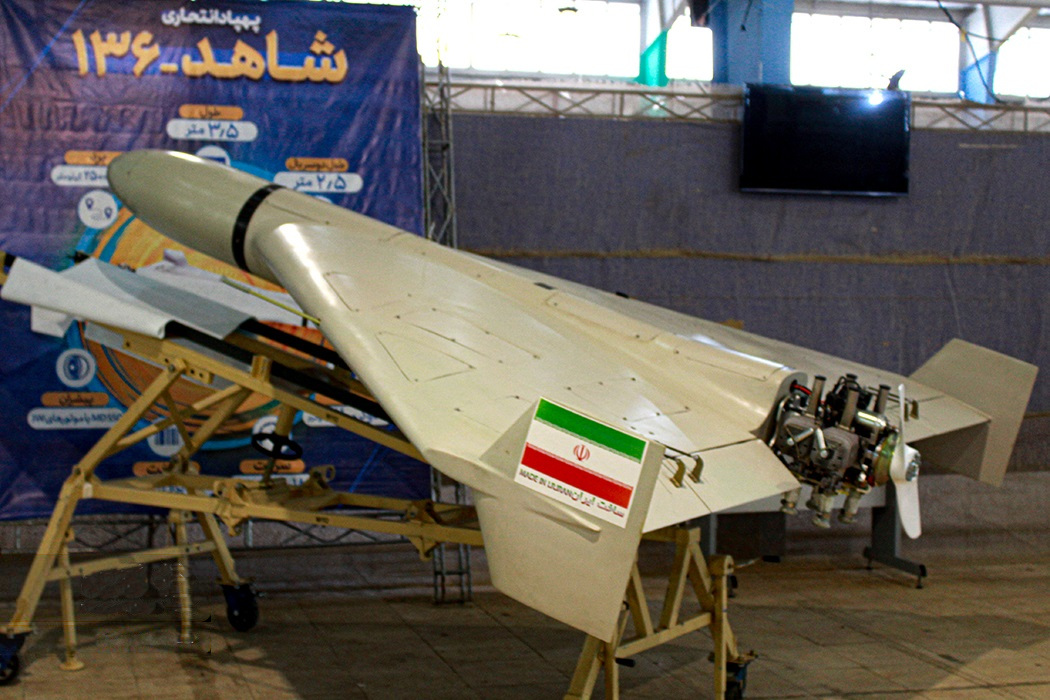
Vista lateral de un dron Shahed-136

A la hora de diseñar los drones Shahed-136 sus diseñadores trataron de minimizar al máximo el coste y el peso del dron. Para ello utilizaron una hélice de empuje de dos palas de madera y construyendo la aeronave de papel endurecido por inmersión en resina sintética de formaldehído. El material resultante (llamado Getinax, FR2, papel fenólico, etc.) es menos reflectantes que el metal, por lo que reducen la firma en el radar. Su pequeño tamaño, su muy débil firma térmica y su capacidad para volar muy bajo dificulta su detección y su destrucción desde distancias más largas.
El análisis de costo-beneficio del uso de estos drones en ataques contra los sistemas de defensa aérea está a favor de los drones Shahed, siendo aproximadamente la mitad del costo de las defensas empleadas contra ellos, como los sistemas SAM emplazados. Los drones suicidas derribados después de haber alcanzado las ciudades pueden provocar daños colaterales a gran escala debido a la caída de los restos. El dron Shahed promedio vale alrededor de $20 000. En comparación, un misil IRIS-T vale alrededor de $430 000. Desde el 13 de septiembre hasta el 17 de octubre, se estima que Ucrania ha gastado 28,14 millones de dólares en defensas contra estos drones.
Un agregado de defensa ucraniano en los Estados Unidos declaró que los misiles SA-8 y tanto el sistema antiaéreo autopropulsado ZSU-23-4 de la era soviética como los Flakpanzer Gepard SPAAG suministrados por Alemania se han utilizado con «gran efectividad» contra estos drones «relativamente toscos». Las ametralladoras pesadas DShK equipadas con cámaras o sensores térmicos se encuentran entre las armas más rentables para derribar estos drones. Algunas funcionan con reflectores, como en la Segunda Guerra Mundial.

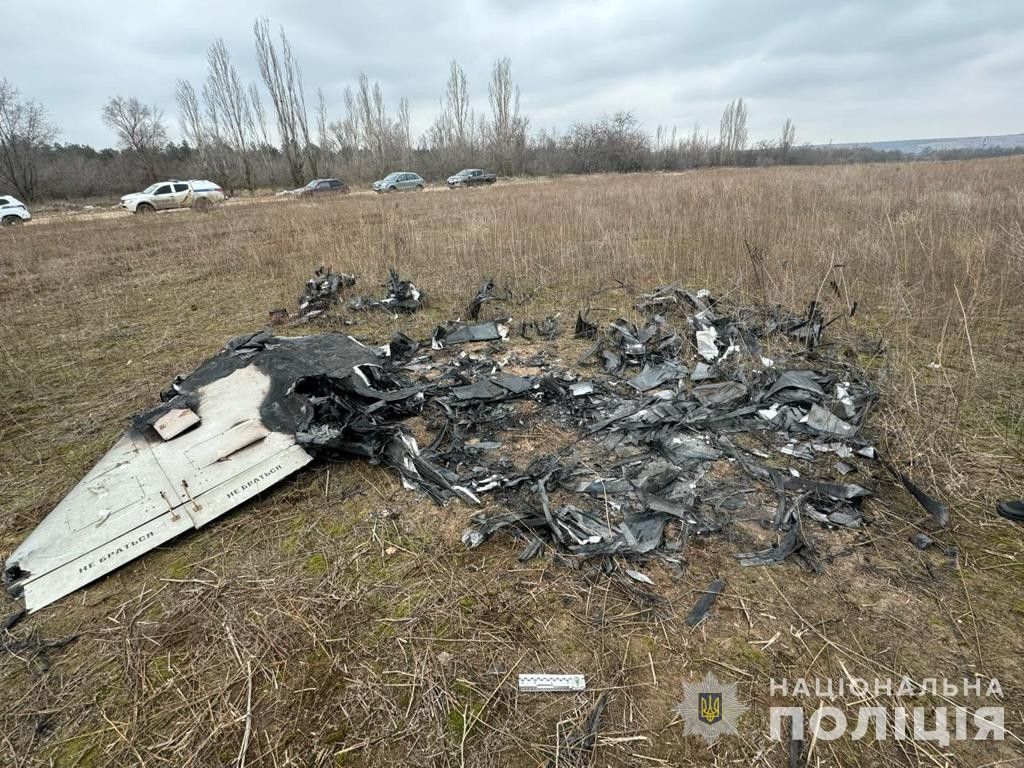
Restos de un dron Geran-2 derribado en Ucrania en febrero de 2024

Según un análisis del The Wall Street Journal de los datos del Comando de la Fuerza Aérea de Ucrania en mayo de 2024, Rusia había lanzado 2628 drones Shahed en los seis meses anteriores, algunos para probar las defensas aéreas ucranianas antes de que se lanzaran otros misiles, de los cuales Ucrania había interceptado más del 80 %. Sin embargo, el Wall Street Journal también señaló que «Ucrania utiliza estas estadísticas con fines propagandísticos».
En agosto de 2024, un helicóptero Mil Mi-8 ucraniano utilizó una ametralladora para derribar un dron Shahed. Anteriormente, un Mil Mi-24 utilizó sus cañones gemelos GSh-30K de 30 mm para derribar también un dron. Estas armas se consideran más rentables en comparación con el uso de misiles de defensa aérea.
El 8 de septiembre de 2024, drones rusos entraron en el espacio aéreo rumano y letón. Rumanía envió dos F-16 para monitorear el avance del dron, que se estrelló «en una zona deshabitada» cerca de Periprava, según el Ministerio de Defensa rumano. El dron que entró en el espacio aéreo letón procedente de Bielorrusia se estrelló cerca de Rēzekne. Según el Instituto para el Estudio de la Guerra (ISW) se ha producido un aumento del éxito de la guerra electrónica ucraniana contra los drones rusos, que dio como resultado, según afirmó «varios drones rusos Shahed (que) recientemente no lograron alcanzar sus objetivos previstos por razones desconocidas».

## Historial de combate

proyección ortogonal de un Shahed 136/Geran-2

### Guerra civil yemení
Según algunos informes, el dron ha sido utilizado por los hutíes durante la Guerra civil yemení en 2020. Hubo algunos informes de su uso en el ataque de 2019 a las plantas petroleras saudíes en Abqaiq y Khurais, sin embargo, The Washington Post informó que fueron otros tipos de drones los utilizados en este ataque.

### Incidente en el golfo de Omán
En julio de 2021 Israel acusó a Irán de atacar con este dron, frente a las costas de Omán, el petrolero «Mercer Street», de bandera japonesa pero operado por una empresa del multimillonario israelí Eyal Ofer.

### Siria
El Ejército de los Estados Unidos cree que grupos aliados de Irán utilizaron el Shahed 136 en agosto de 2022 contra la base militar operada por Estados Unidos en Al-Tanf, en territorio controlado por la oposición siria en el desierto sirio.

### Kurdistán iraquí
En 2022, las fuerzas terrestres de los Cuerpos de la Guardia Revolucionaria Islámica utilizaron el dron Shahed 136 en ataques contra la sede del grupo separatista kurdo en la región del Kurdistán iraquí.

### Invasión rusa de Ucrania de 2022
Durante la guerra de 2022 en Ucrania, Rusia utilizó drones suicidas con el nombre de Geran-2 (en ruso: Герань-2, lit. 'Geranio-2') contra Ucrania. Estos drones Geran-2 son considerados por Ucrania y sus aliados occidentales como drones Shahed-136 de fabricación iraní, aunque con algunas modificaciones realizadas por los rusos.
En los meses previos a la confirmación de su uso, fuentes de inteligencia de los Estados Unidos y funcionarios ucranianos afirmaron que Irán había suministrado a Rusia varios cientos de drones, incluidos los Shahed-136, aunque Irán ha rechazado en repetidas ocasiones las afirmaciones de que había enviado drones para su uso en Ucrania diciendo que es neutral en la guerra. Sin embargo, el 2 de septiembre de 2022, el comandante del IRGC, general Hossein Salami, dijo en una exhibición de armas en Teherán que «algunas potencias mundiales importantes» habían comprado equipo militar iraní y sus hombres los estaban «entrenando para emplear el equipo». El 26 de diciembre de 2022 el jefe de las Fuerzas Armadas de Irán, el general Mohamad Hosein Baqeri, tildó estas acusaciones de «arrogancia mundial» y ha dicho que «es parte de la guerra psicológica del enemigo», aunque ha recalcado que el hecho de que se realicen estas afirmaciones es prueba de la «gran influencia» e «importancia» de la industria de drones en Irán. Rusia declaró que únicamente utiliza vehículos aéreos no tripulados (UAV) de fabricación nacional. Esto puede deberse a la producción nacional de estos drones dentro de Rusia.

#### Primeros usos en combate
El 13 de septiembre de 2022, se supo del uso inicial Shahed 136 mediante una serie fotografías de los restos de un dron con la inscripción en ruso: Герань-2, romanizado: Geranio-2, operado por las fuerzas rusas. Según Rodion Kulahin, comandante de artillería ucraniano de la 92.ª Brigada, los drones Shahed 136 destruyeron cuatro obuses y dos BTR durante la contraofensiva del este de Ucrania. El 23 de septiembre, se registró un mayor uso de los drones en Odesa, donde se subieron videos en varios canales de Telegram de uno mientras sobrevolaba y posteriormente impactaba en la ciudad. En particular, los drones se activaron audiblemente con armas pequeñas, que no parecían haber derribado ninguna de las aeronaves. El 25 de septiembre, varios videos publicados en las redes sociales muestran un uso intensivo del dron por parte de las fuerzas rusas en las ciudades de Odesa y Dnipró. Esta vez, junto con las armas pequeñas, se empleó algún tipo de cañón rotativo antiaéreo, junto con misiles tierra-aire, derribando al menos un Geran-2. Varios de los drones pudieron alcanzar objetivos desconocidos, aunque hay afirmaciones de que el Cuartel General de la Armada de Ucrania en Odesa fue alcanzado.
El 5 de octubre de 2022, un Geran-2 alcanzó los cuarteles que albergaban a soldados de la 72.ª Brigada Mecanizada en Bila Tserkva.
Fuentes ucranianas declararon que desplegaron aviones de combate MiG-29 para derribar estos drones con éxito, alegando que utilizaron una estrategia similar para derribar misiles de crucero como el Kalibr. Sin embargo, el 13 de octubre de 2022, un MiG-29 ucraniano se estrelló en Vínnitsa mientras intentaba derribar un Geran-2. Según la versión de los ucranianos el dron detonó cerca del avión y la metralla golpeó la cabina, lo que obligó al piloto a eyectarse.

#### Ataques masivos de octubre

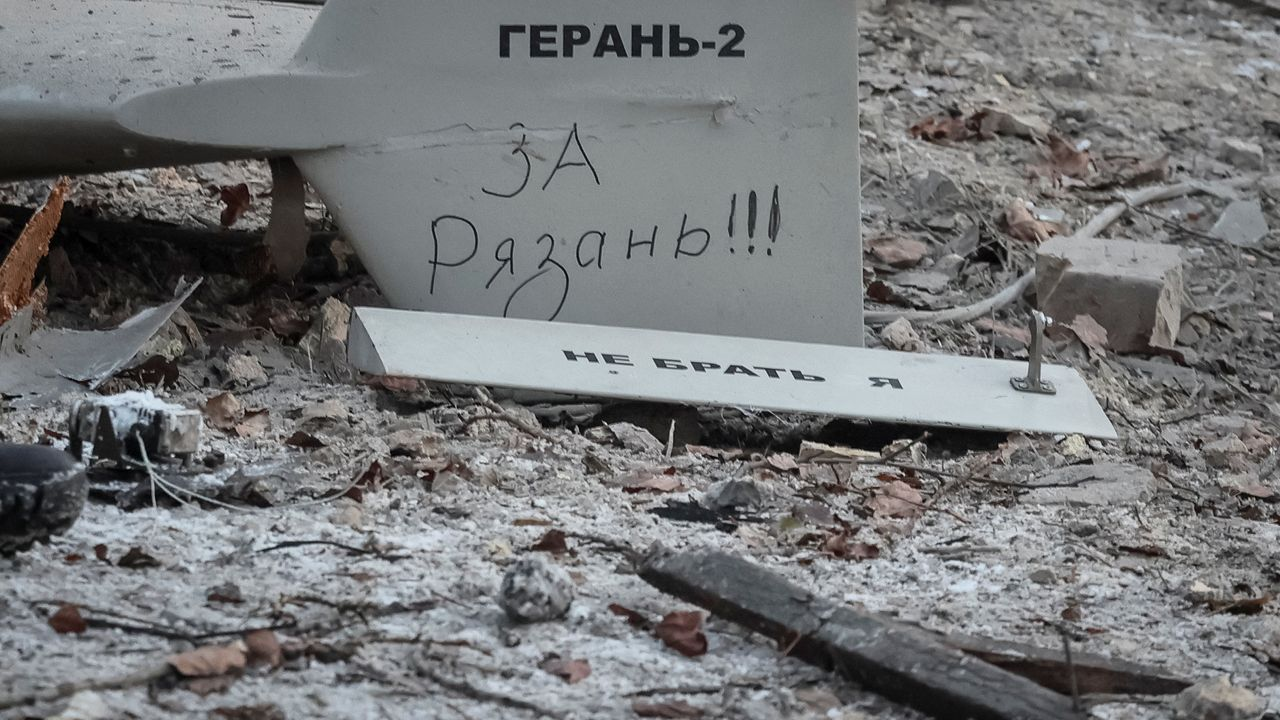
Restos de un dron kamikaze Geran-2 con la inscripción «Por Riazán», en referencia al ataque ucraniano contra la base aérea de Diáguilevo cerca de Riazán. El dron fue derribado en Kiev el 14 de diciembre de 2022.

Los drones Geran-2 participaron en los ataques masivos con misiles de octubre que inutilizaron grandes secciones de la red eléctrica ucraniana. La agencia gubernamental estadounidense United States Institute of Peace afirmó que se lanzaron 117 drones durante el ataque.
En la mañana del 17 de octubre, Kiev fue nuevamente atacada. Las defensas antiareas ucranianas trataron de derribar los drones con fuego terrestre de pequeño calibre, así como con sistemas de defensa aérea, pero, los drones alcanzaron varios lugares, incluidas las oficinas de Ukrenergo. También se informó que otras instalaciones de infraestructura energética fueron atacadas, lo que provocó apagones alrededor de la infraestructura afectada. El primer ministro ucraniano, Denys Shmyhal, dijo que los ataques afectaron la infraestructura energética crítica en tres regiones, dejando sin electricidad a cientos de pueblos y aldeas. Al menos ocho personas murieron durante los ataques de ese día.
Según el Departamento de Defensa de Estados Unidos Irán ha enviado varios expertos de los Cuerpos de la Guardia Revolucionaria Islámica a Crimea para brindar apoyo técnico a los drones utilizados en los ataques. Fuentes ucranianas afirman que más de 220 de estos drones fueron derribados desde el 13 de septiembre. En diciembre, se reanudó el uso de los drones después de una pausa de tres semanas, supuestamente para modificarlos después de experimentar problemas para operar en climas fríos. Aunque el Ministerio de Defensa británico declaró que probablemente se debió al agotamiento de las existencias anteriores seguido de un reabastecimiento.
El 14 de diciembre, un avión no tripulado Shahed-136 que explotó en Kiev tenía escrito en ruso «Por Riazán», una referencia a los ataques a la base aérea de Diáguilevo cerca de Riazán.

#### Reacciones
En respuesta a estos ataques iniciales, el presidente ucraniano Volodímir Zelenski lo denunció como «una colaboración con el mal». Los lazos diplomáticos entre Irán y Ucrania se cortaron posteriormente como consecuencia de estos ataques.
El 18 de octubre de 2022, el Departamento de Estado de los Estados Unidos acusó a Irán de violar la Resolución 2231 del Consejo de Seguridad de las Naciones Unidas al vender drones a Rusia, coincidiendo con evaluaciones similares de Francia y el Reino Unido. El 22 de octubre, Francia, Gran Bretaña y Alemania pidieron formalmente una investigación por parte del equipo de la ONU responsable de la RCSNU 2231. El embajador de Irán ante la ONU respondió que estas acusaciones eran una interpretación errónea del párrafo 4 del anexo B de la resolución, que establece claramente que aplica a artículos que «podrían contribuir al desarrollo de sistemas vectores de armas nucleares» y que estos drones no podrían. La resolución 2231 fue adoptada después de la firma del Plan de Acción Integral Conjunto (PAIC). Estados Unidos se retiró del acuerdo bajo la administración de Donald Trump en 2018. El embargo sobre las armas convencionales iraníes finalizó en octubre de 2020, pero las restricciones a Irán con respecto a misiles y tecnologías relacionadas están vigentes hasta octubre de 2023.
En respuesta a las acusaciones sobre el uso de drones, Irán afirmó su voluntad de mantener conversaciones directas y el 24 de octubre de 2022 negó haber enviado armas para usar en la guerra de Ucrania y el ministro de Relaciones Exteriores iraní, Hossein Amir-Abdollahian, dijo que Irán no permanecerá indiferente si se prueba que Rusia usó drones iraníes en la guerra contra Ucrania. El 5 de noviembre de 2022, Abdollahian dijo que Irán envió «una pequeña cantidad» de drones a Rusia antes de la guerra. Repitió que Irán no permanecerá indiferente si se demuestra que Rusia usó drones iraníes contra Ucrania. Denunció a Ucrania por no presentarse en las conversaciones para discutir las evidencias del uso ruso de drones iraníes. El Ministerio de Relaciones Exteriores de Irán continuó negando el envío de armas para usar en la guerra.

### Guerra de Gaza
El 25 de noviembre de 2023, un carguero propiedad del multimillonario israelí Idan Ofer fue atacado con un dron en el océano Índico. El ataque, presuntamente realizado con un dron Shahed-136 de fabricación iraní, no causó heridos entre la tripulación, aunque sí daños en el barco.
La noche del 13 de abril de 2024 Irán lanzó 170 vehículos aéreos no tripulados (la mayoría Shahed 136), 120 misiles balísticos y 30 misiles de crucero desde su territorio hacia Israel. El ataque hizo sonar las sirenas de ataque aéreo en ciudades de todo el país, incluidas Tel Aviv y Jerusalén, y se escucharon explosiones cuando las defensas aéreas interceptaron los proyectiles. El portavoz de las FDI, Daniel Hagari, afirmó que el ataque consistió en más de 300 «drones asesinos, misiles balísticos y misiles de crucero», pero que la «vasta mayoría» fueron interceptados, con ayuda de fuerzas de Francia, el Reino Unido y Estados Unidos —Según Al-Arabiya, militares estadounidenses y británicos derribaron alrededor de 100 drones iraníes—. Las autoridades informaron que una niña en el sur de Israel resultó herida por metralla, mientras que el ejército dijo que «se identificó un pequeño número de impactos, incluso en una base [militar israelí] en el sur de Israel, donde se causaron daños menores a la infraestructura». Mientras que Irán aseguró que la mayoría de los objetivos fueron alcanzados y que la base aérea de Nevatim y la base de inteligencia en los Altos del Golán sufrieron daños importantes.

## Operadores

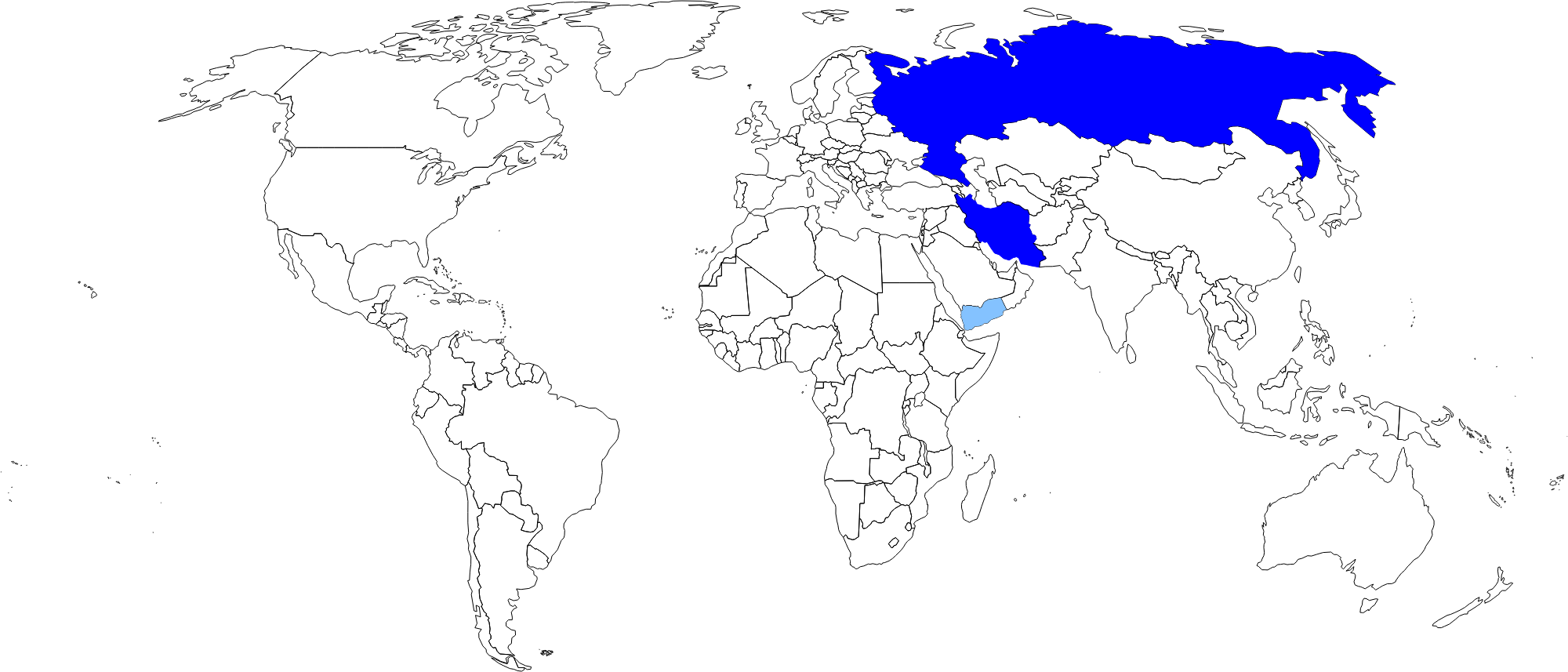
Azul oscuro: Países que operan el Shahed-136. Azul claro: operadores no estatales (Hutíes)

- Irán
- Hutíes[47]
- Rusia (como Geran-2)[8]
- Resistencia Islámica en Irak[92]